# グレッグ・ホームズ
グレッグ・ホームズ（Greg Holmes、1983年6月11日 - ）は、スーパーラグビーフォースに所属するラグビーユニオン選手。

## プロフィール
- オーストラリア・ウォリック出身。
- ポジションはプロップ(PR)。
- 身長 183cm、体重 114kg
- オーストラリア代表キャップは27（2020年4月現在）でラグビーワールドカップ2007・ラグビーワールドカップ2015のオーストラリア代表に選ばれた[1]。

## 略歴
サニーバンク、レッズ、バリーモア・トルネードズ、クイーンズランド・カントリーを経て、2016年、エクセター・チーフスに加入。
2020年、フォースに加入。